# De Zes Hertogdommen
Het koninkrijk van De Zes Hertogdommen is een fictief rijk in de wereld het Rijk van de Ouderlingen uit de boeken van Robin Hobb. Ze liggen ten westen van Gods Runen, ten oosten van het Bergrijk en ten noordoosten van Kwarts, Jamaillia, Beijerstad en De Wilde Regenlanden. Het koninkrijk bestaat uit zes hertogdommen, waarvan vier kusthertogdommen en twee binnenhertogendommen zijn:
kusthertogdommen
- Hertensprong
- Holt
- Kolktij
- Schoof

binnenhertogdommen
- Dracht
- Gaarde

## Geschiedenis
De kusthertogdommen Holt, Hertensprong, Kolktij en Schoof waren al lang een koninkrijk voordat Gaarde en Dracht eraan werden toegevoegd. Nadat de toenmalige koning zich realiseerde dat hij Kwarts niet kon veroveren heeft hij zijn ambities op het binnenland gericht en versloeg met gemak het nomadische volk uit Dracht. De vroegere koning van Gaarde gaf zich ook over, nadat hij bemerkte dat zijn land was omringd en zijn handsroutes waren geblokkeerd. De beide binnenhertogdommen werden gebruikt om de kusthertogdommen te bevoorraden. De kleindochter van de koning heeft ervoor gezorgd dat het daadwerkelijk 'De Zes hertogdommen' werden. Ondanks al haar inspanningen, is er altijd een kloof tussen deze gebieden geweest, omdat de inwoners, het klimaat en het levensonderhoud zeer tussen de hertogdommen verschillen. Tijdens de regeerperiode van koning Vlijm Ziener werd deze oude kloof alleen maar groter omdat zijn kinderen van twee koninginnen waren, een koningin uit de kusthertogdommen en de andere koningin uit de binnenhertogdommen.